# Cattedrale di Santa Chiara
La cattedrale di Santa Chiara è il principale luogo di culto di Iglesias, in Sardegna, e sede vescovile della diocesi omonima. Unica cattedrale al mondo intitolata a Chiara d'Assisi, sorge nel centro storico della città mineraria, in piazza Municipio. Dal 1940 è monumento nazionale.

## Storia

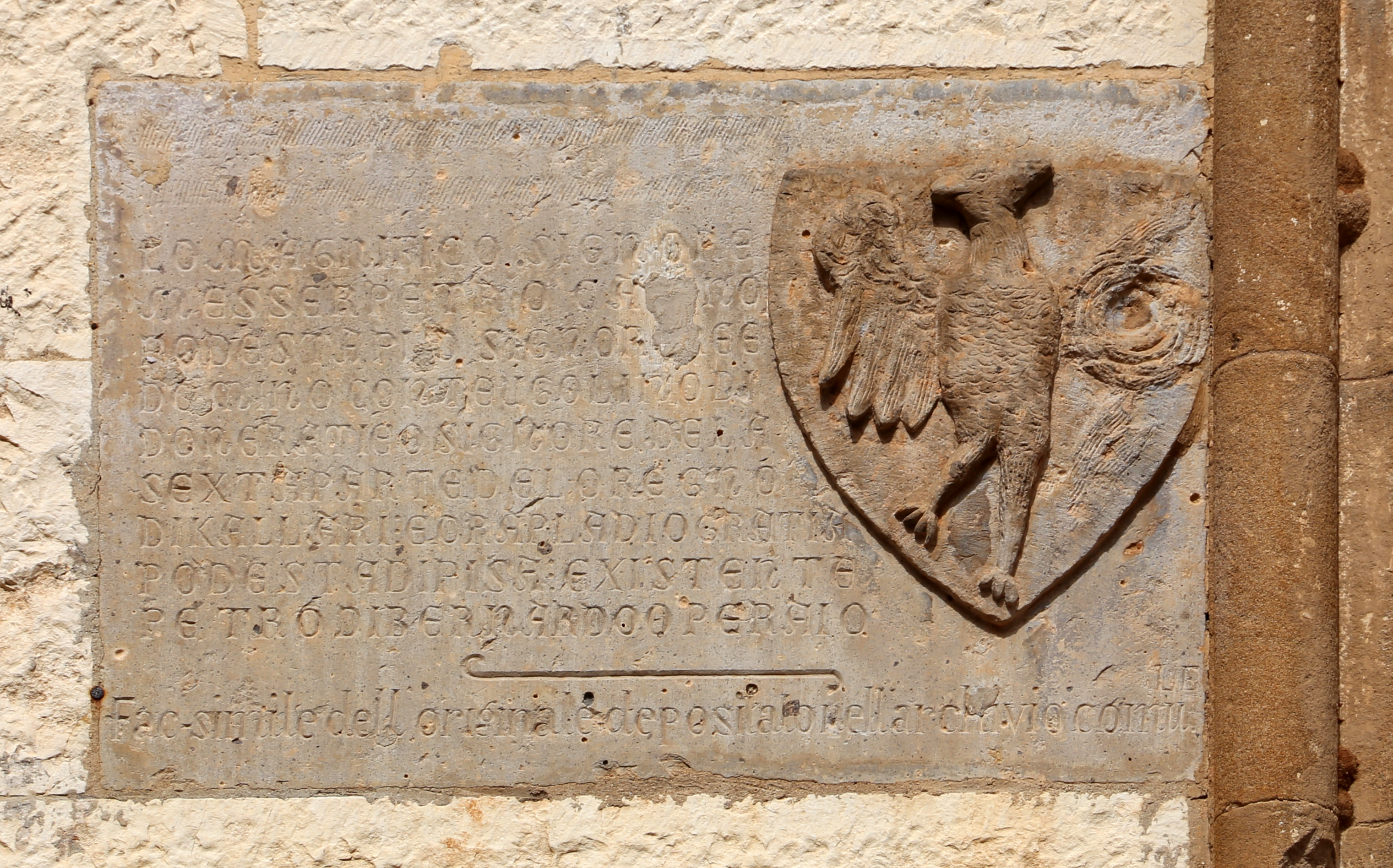
Epigrafe nella facciata (fac-simile)

La chiesa di Santa Chiara a Villa Ecclesiae venne eretta negli anni ottanta del XIII secolo per volontà del conte Ugolino della Gherardesca in stile romanico - gotico. Due epigrafi permettono di stabilire che l'edificio era in costruzione nel 1284 e che venne completato prima del 1288. La chiesa fu cattedrale dal 1503, quando la sede della diocesi venne trasferita da Tratalias a Iglesias, al 1513, anno di soppressione della cattedra sulcitana. Nella seconda metà del XVI secolo il tempio venne radicalmente rinnovato in stile gotico catalano. Nel 1736 riacquistò definitivamente il titolo di cattedrale. La decorazione pittorica dell'interno, eseguita all'inizio del XX secolo, venne realizzata ad affresco ad opera del pittore milanese Rodolfo Gambini e rimossa dalle pareti nei successivi lavori di restauro.

## Descrizione

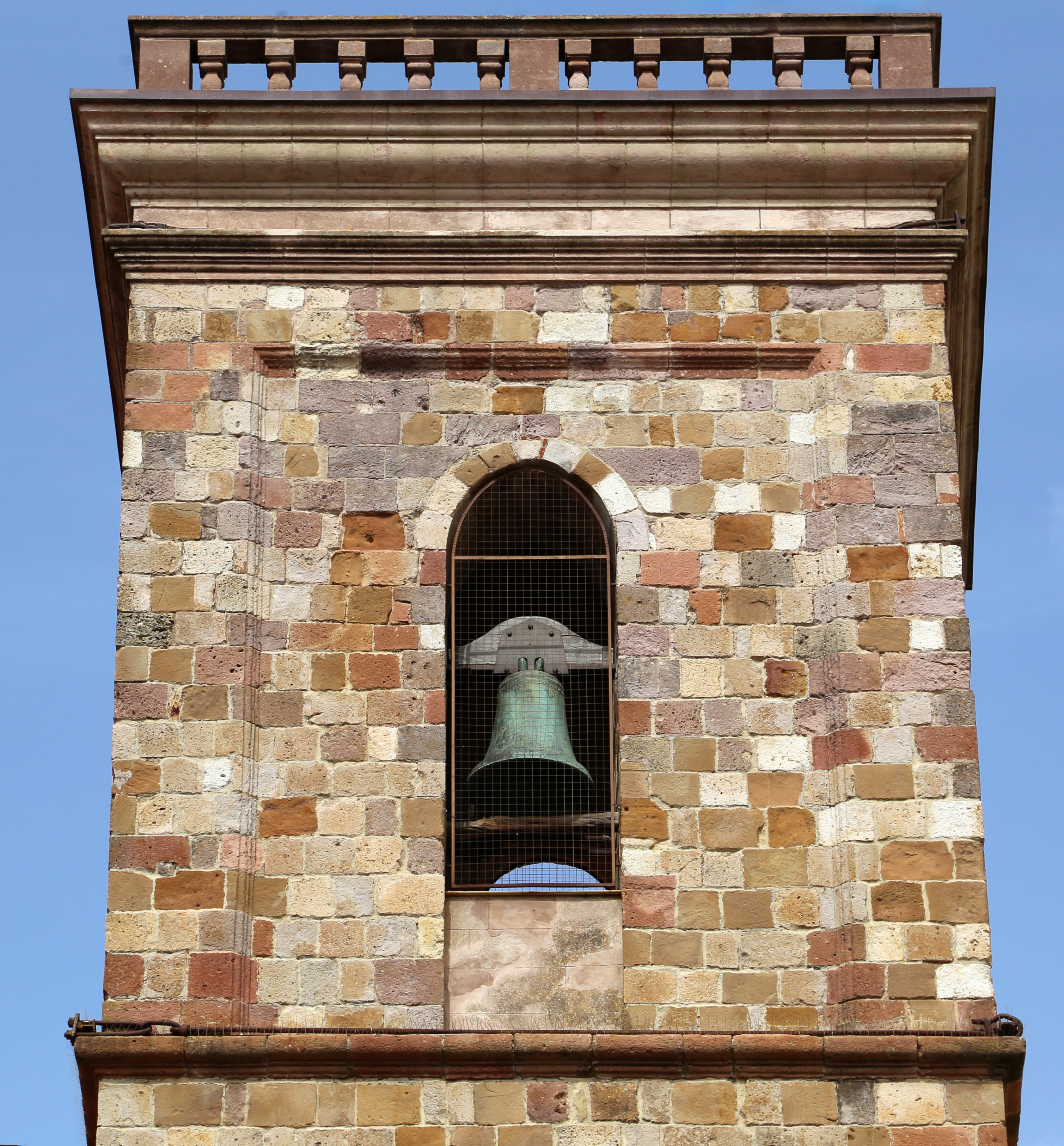
Il campanile con la campana di Andrea di Guidotto del 1337-38

La facciata, a capanna, originaria della fabbrica duecentesca, è divisa in due ordini da una cornice. Nella zona inferiore si apre il portale romanico architravato e sormontato da un arco a tutto sesto. Il livello superiore, in stile gotico, presenta al centro un rosone, affiancato da due arcate ogivali e sormontato da una teoria di archetti trilobati che seguono l'andamento degli spioventi. A destra si innalza il campanile trecentesco, a canna quadra, che ospita una campana risalente al 1338, fusa da Andrea di Guidotto, appartenente ai discendenti di Bartolomeo Pisano.

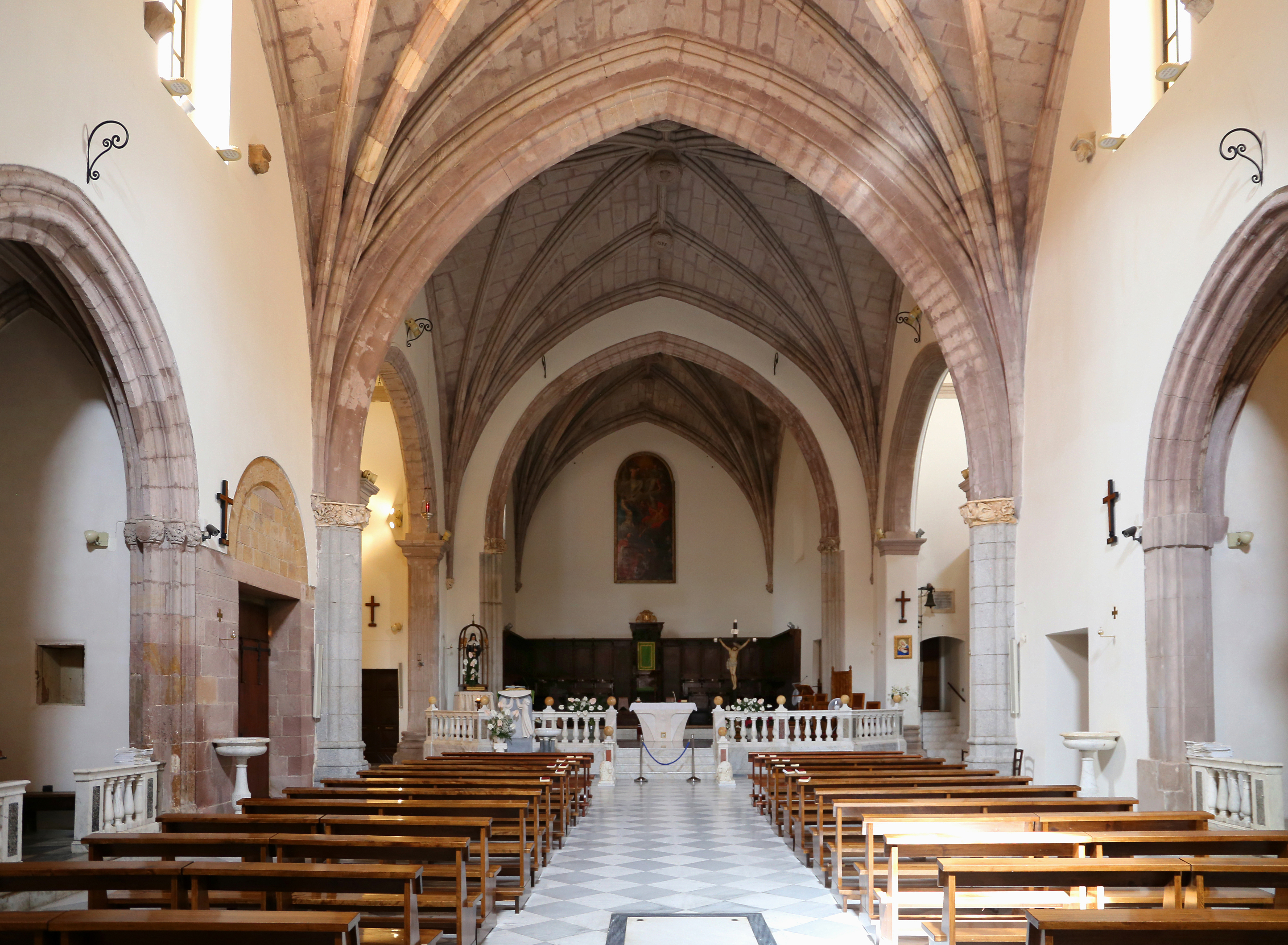
L'interno

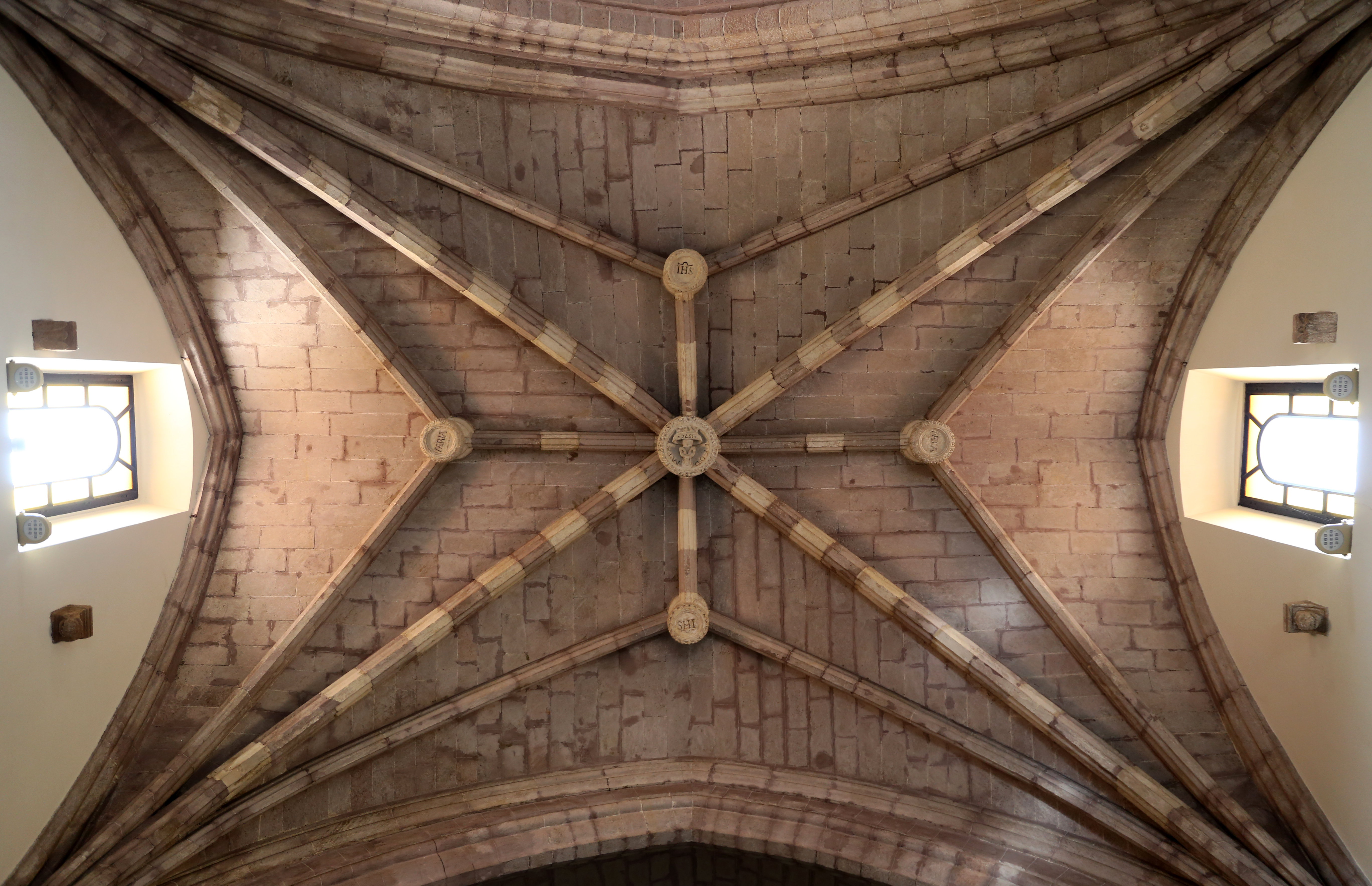
Volta in stile catalano

L'interno si presenta nella veste acquisita dopo i restauri cinquecenteschi, con pianta a croce latina, navata unica, due cappelle per lato, transetto e abside quadrangolare.
Le pareti laterali presentano tratti risalenti alla fabbrica duecentesca e le mensole su cui poggiavano le capriate della originaria copertura lignea. L'attuale volta di ciascuna delle tre campate e dell'abside è in stile gotico catalano, a crociera stellata e costolonata, di grande suggestione. Tra gli arredi si segnalano l'altare ligneo dorato di sant'Antioco, opera in stile barocco del 1714 collocato nel braccio sinistro del transetto a cui è contrapposto, nel braccio destro, un altare in marmi policromi del 1769 mentre, vicino all'ingresso, si trova un seicentesco angelo marmoreo che regge l'acquasantiera.

## Galleria d'immagini

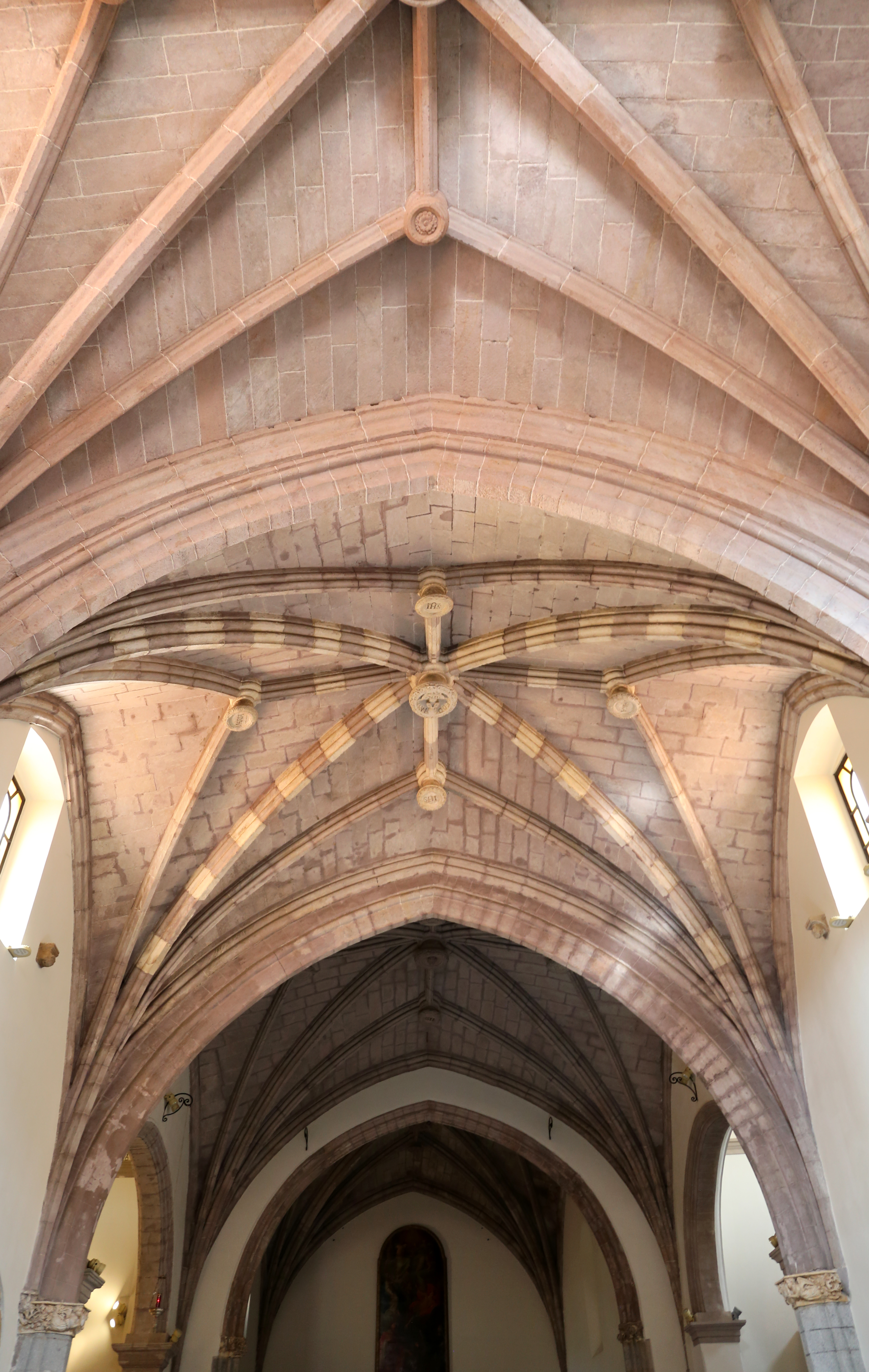
Volte
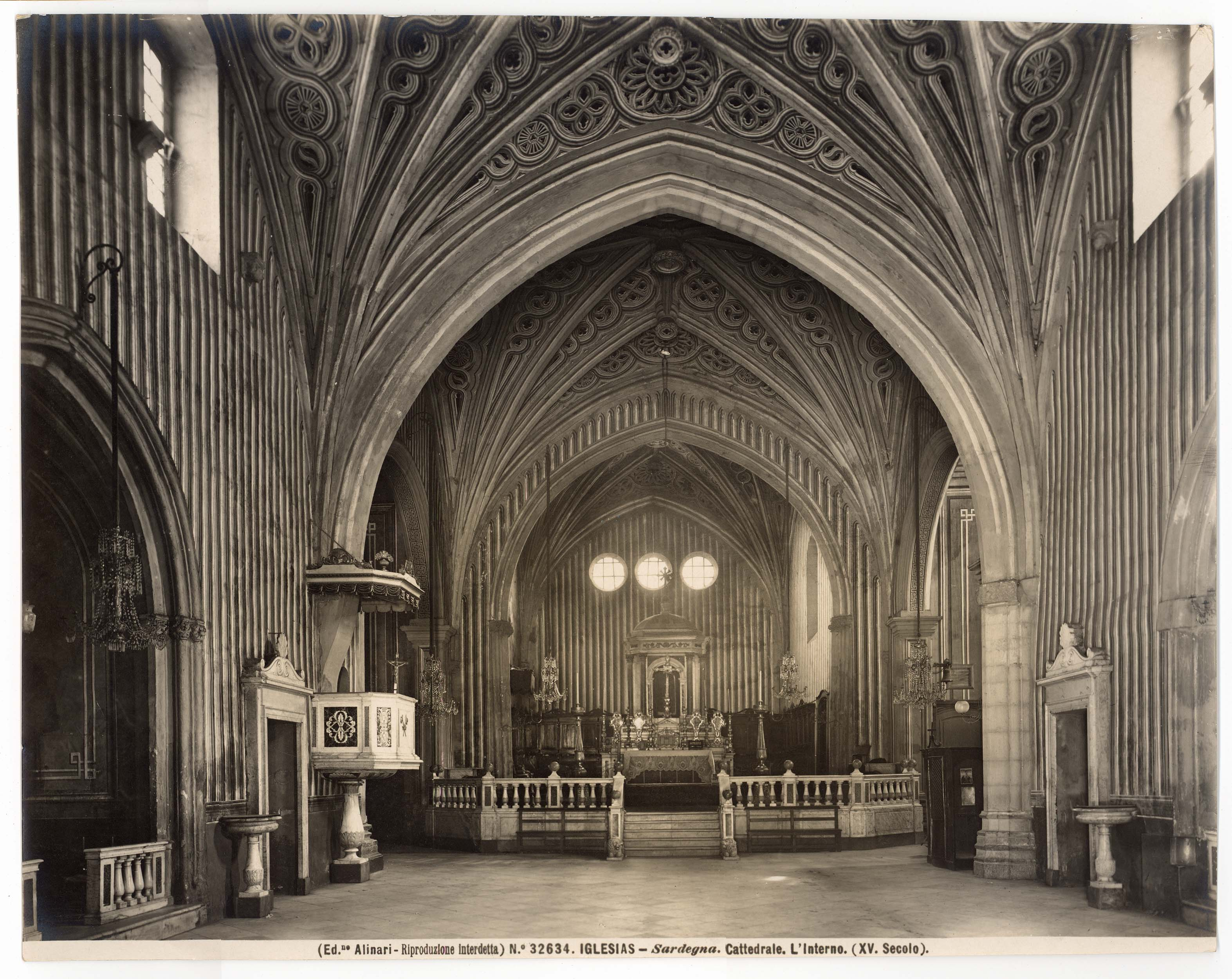
Interno nel 1913. Fotografia di Vittorio Alinari
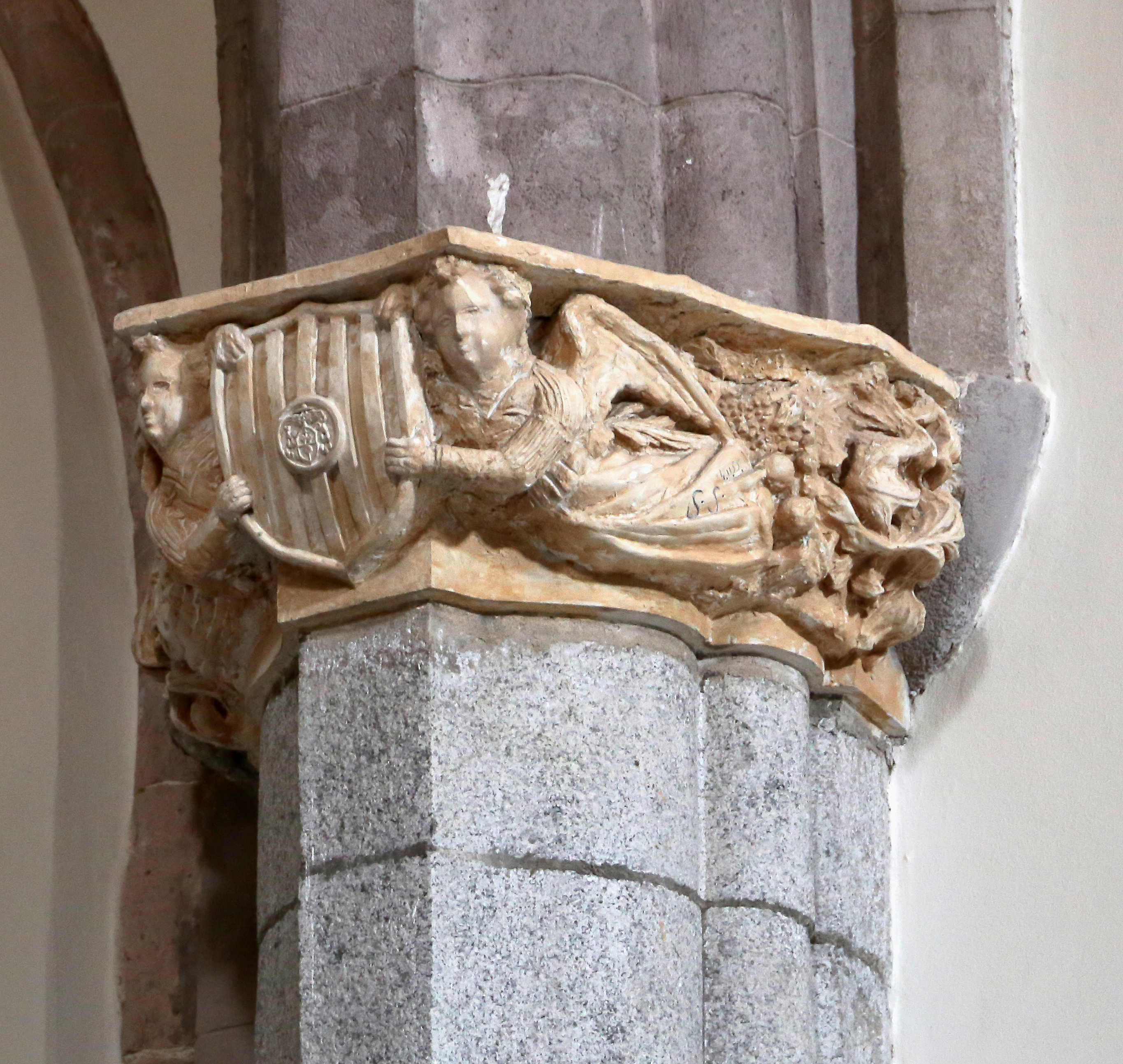
Uno dei capitelli scolpiti del 1574-1588
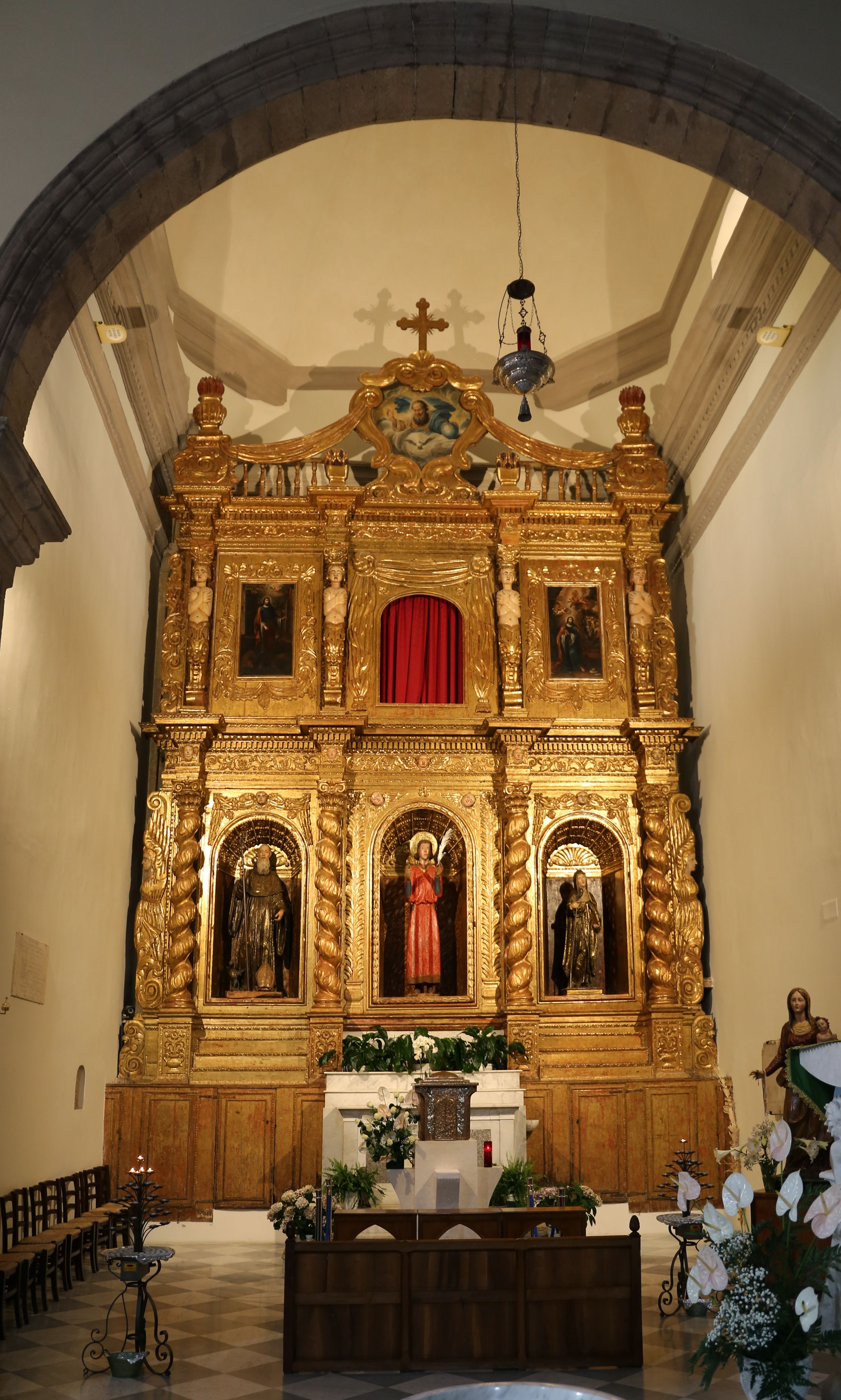
Altare di Sant'Antioco
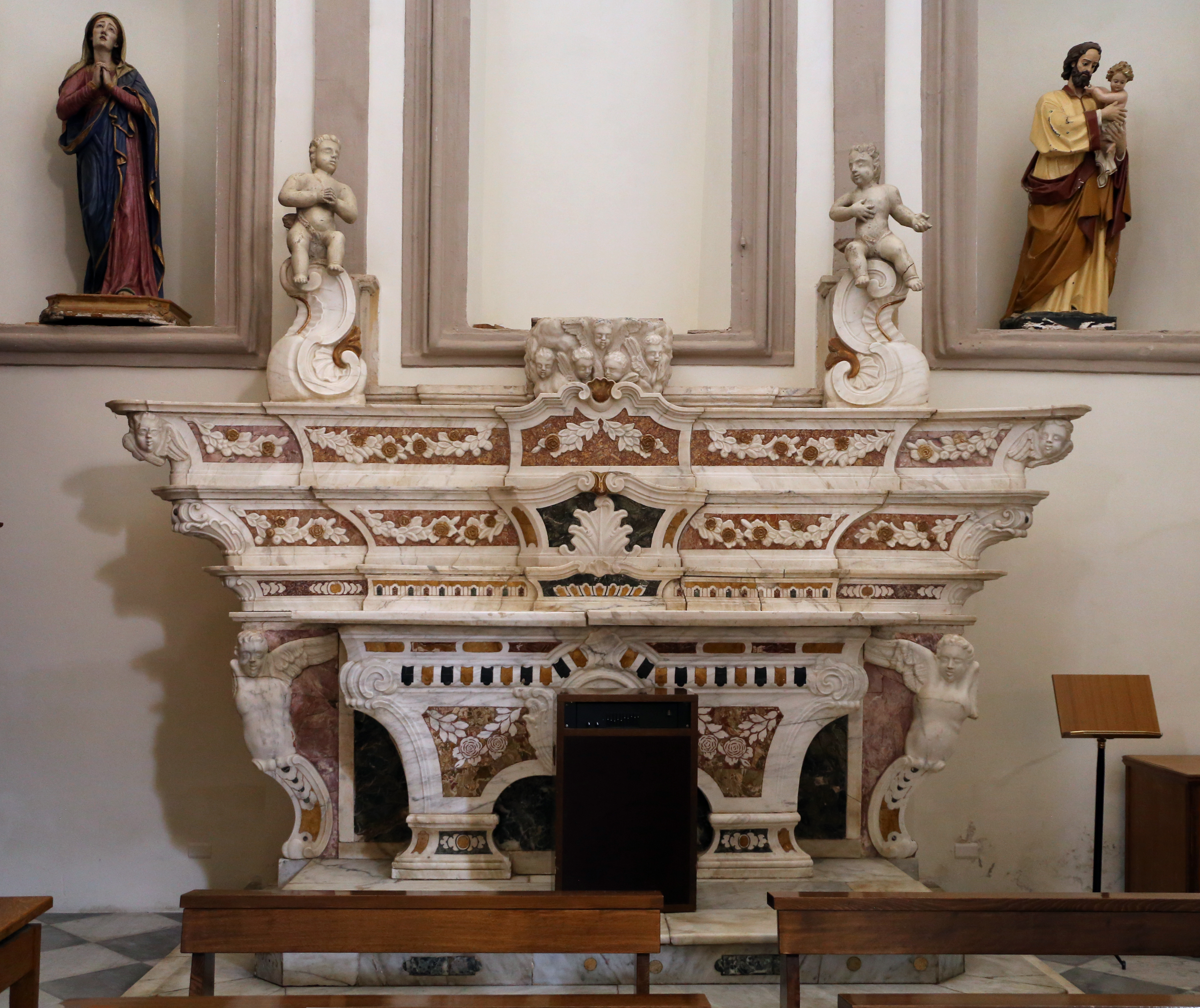
Altare policromo
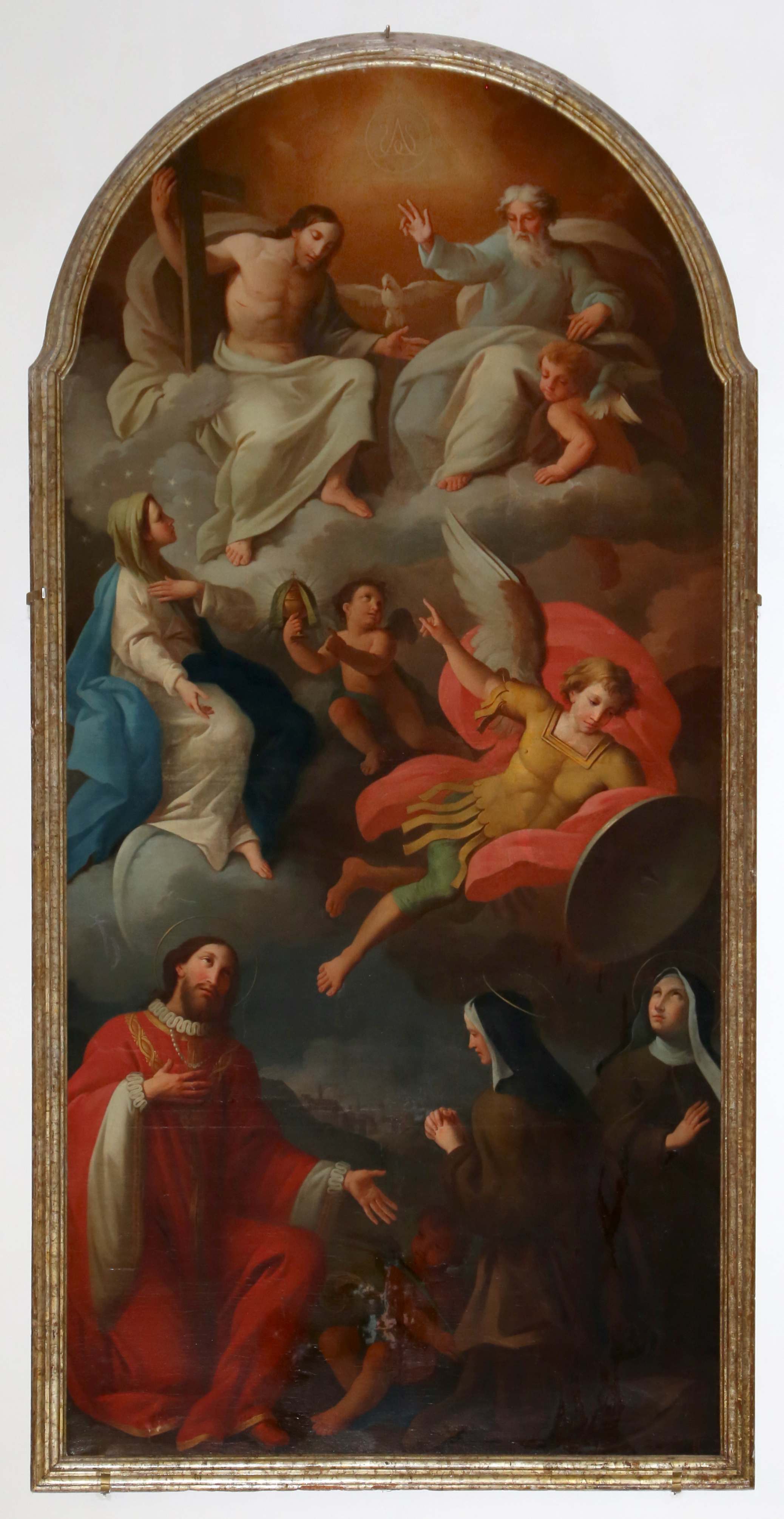
Dipinto, fine del XVIII secolo
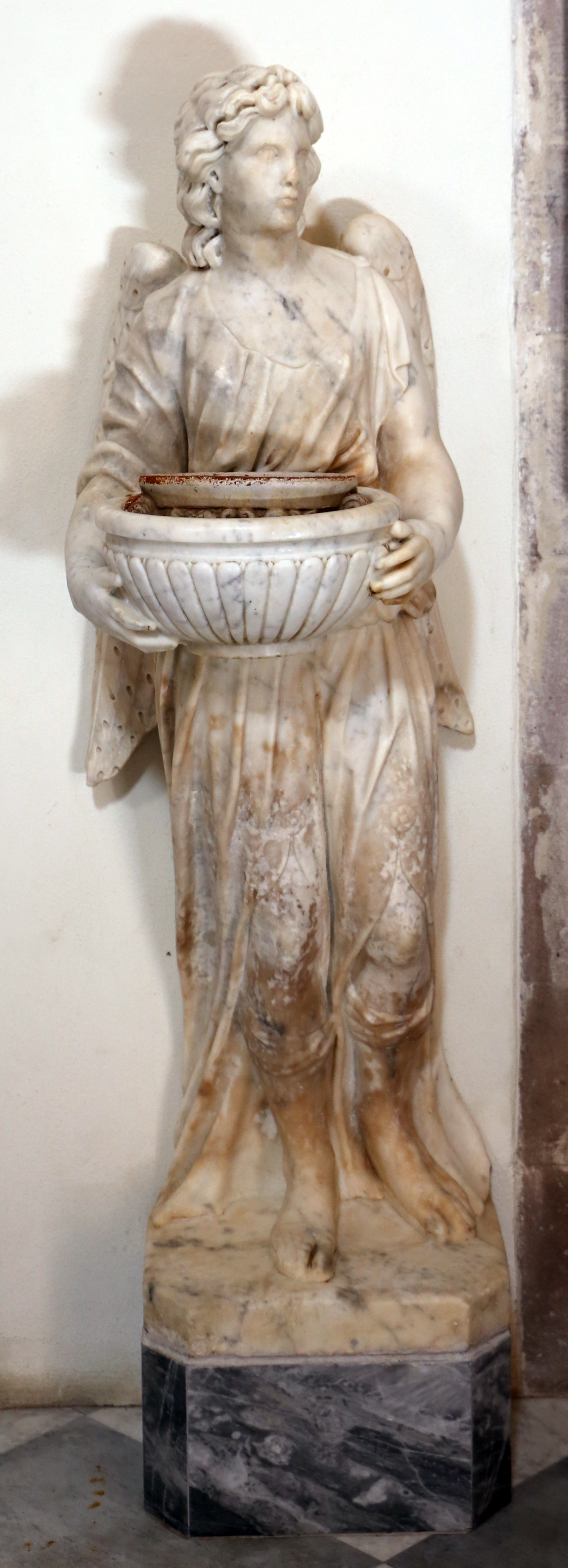
Acquasantiera del XVII secolo